# Wind: A Breath of Heart
Wind: A Breath of Heart — японский эротический визуальный роман, выпущенный компанией Minori для PC 19 апреля 2002 года. В 2003 году вышла новая версия игры для Dreamcast и PlayStation 2, в которой убрали эротические элементы.
По мотивам игры были выпущены 4 OVA серии в 2002 и 2004-х годах и аниме-сериал, который транслировался по телеканалу AT-X с 30 июля по 22 сентября 2004 года. Всего выпущено 17 серий аниме.

## Сюжет
Макото родился в городке Кадзунэ, но вместе со своей сестрой переехал после смерти отца. Через 10 лет, главный герой возвращается обратно в город и встречает там свою подругу детства — Кадзунэ, и теперь будет учиться с ней в одной школе. Макото узнаёт, что большинство жителей города обладают уникальными способностями, например Хината может прыгать выше двух этажей здания, Минамо может управлять ветром, Нодзоми способна образовывать ударные волны, а Вакаба может вылечить любые раны. В городе вот уже долгое время происходит серия убийств и таинственных исчезновений.
Отец Минамо — профессор Акихито пытался разгадать тайну города, по какой причине, её жители наделены сверх-способностями. Макото также предстоит узнать тайну города и параллельно развивать любовные отношения с пятью девушками.

## Список персонажей
Макото Окано (яп. 丘野真)
Сэйю: Хисаёси Суганума
Главный герой истории. Очень импульсивный, но и сострадает чужой боли. Часто действует прямо игнорируя последствия, за что вызывает с одной стороны восхищение, с другой — недоумение.
Минамо Нарукадзэ (яп. 鳴風みなも)
Сэйю: Мива Кодзуки
Занималась гармоникой в течение многих лет, в надежде, что когда Макото вернётся, он сдержит обещание. Также она не забывает детское обещание парня и намеревается выйти за него замуж. На протяжении всей истории, показывает сильную любовь к Макото. Также является настоящей сестрой Хинаты и Вакабы.
Хината Окано (яп. 丘野ひなた)
Сэйю: Рицуко Касай
Младшая сестра Макото, очень спортивная, часто следует за братом и подкалывает его. Носит при себе бинокль, чтобы шпионить и наблюдать за дирижаблем, который летает над городом каждый день. Очень гиперактивная и легко входит в состояние восторга или ярости. Она также настоящая сестра Минамо и Вакабы.
Нодзоми Фудзимия (яп. 藤宮望)
Сэйю: Дзюнко Окада
Занимается сервированием посуды с сестрой Вакабой. Специалист по кэндо, однако имеет крайне слабое сердце, из-за чего Вакаба регулярно исцеляет её, когда сердце вот-вот остановится. Очень любит сестру, но чувствует себя виноватой, что её больное сердце является бременем для Вакабы. Нодзоми и Вакаба не являются кровными родственниками, а обе были приняты в одну семью.
Вакаба Фудзимия (яп. 藤宮わかば)
Сэйю: Саяка Аоки
Обладает способностью исцелять, а также предвидеть будущее. Стремится совершенствовать свои способности, и регулярно лечит сердце Нодзоми. Очень застенчивая и склонна сострадать. Настоящая сестра Минамо и Хинаты.
Хикари Цукисиро (яп. 月代彩)
Сэйю: Рико Хирай
Знает практически все тайны города. Стремится формировать отношения с Макото при отсутствии остальных четырёх девушек. Обычно наблюдает за всеми со стороны. Хорошо владеет катаной и готовит, увлекается живописью открытого неба. Боится общаться с людьми, так как не хочет быть отвергнутой.
Акихито Нарукадзэ (яп. 鳴風秋人)
Сэйю: Дзин Хорикава
Дружелюбный профессор по истории. Отец Минами и был лучшим другом родителей Макото, перед тем, как они погибли. Пытается разгадать тайму города, причину убийств и всех-способностей, у его жителей. Настоящий отец Хинаты и Вакабы.
Касуми Сикоин (яп. 紫光院霞)
Сэйю: Сатоми Кодама
Школьница, которая часто находится рядом с Цутому. Носит очки и отрицает свою способность видеть истинные чувства людей.
Цутому Татибана (яп. 橘勤)
Сэйю: Суяма Акио
Друг Макото, очень неуклюжий и начинает флиртовать с любой женщиной.

## OVA
| # | Название                | Дата выхода     |
| - | ----------------------- | --------------- |
| 1 | «Воссоединение»         | 25 июня 2004    |
| 2 | «Предупреждение»        | 25 августа 2004 |
| 3 | «Надежда»               | 22 декабря 2004 |
| 4 | «Соёкадзэ но Окуримоно» | 27 декабря 2002 |

## Аниме
| #    | Название                          | Дата выхода      |
| ---- | --------------------------------- | ---------------- |
| 1    | «Мелодия воссоединения»           | 30 июня 2004     |
| 2    | «Незабываемое обещание»           | 7 июля 2004      |
| 3    | «Девочка по имени Хикари»         | 14 июля 2004     |
| 4    | «Дети без родителей»              | 21 июля 2004     |
| 5    | «Свет и тень»                     | 28 июля 2004     |
| 6    | «Храбрость сделать шаг»           | 4 августа 2004   |
| 7    | «Благость голубого неба»          | 11 августа 2014  |
| 8    | «Вете и ночное небо»              | 18 августа 2004  |
| 9    | «Плачь Кадзунэ»                   | 25 августа 2004  |
| 9.5  | «Печаль ветра»                    | 10 декабря 2004  |
| 10   | «Докатай»                         | 1 сентября 2004  |
| 10.4 | «Рассажи мне о своих чувствах...» | 10 декабря 2004  |
| 10.8 | «Сомнительные чувства»            | 10 декабря 2004  |
| 11   | «Судьба древних времён»           | 8 сентября 2004  |
| 12   | «Наедине с ветром»                | 15 сентября 2004 |
| 12.5 | «Дальние чувства»                 | 10 декабря 2004  |
| 13   | «Привязанность ко всему»          | 22 сентября 2004 |